# Римніку-Вилча
Римніку-Вилча (рум. Râmnicu Vâlcea) — місто у повіті Вилча в Румунії, що має статус муніципію. Адміністративно місту підпорядковані такі села (дані про населення за 2002 рік):
- Арангел (173 особи)
- Горану (2871 особа)
- Дялу-Малулуй (155 осіб)
- Кезенешть (884 особи)
- Копечелу (1871 особа)
- Леспезь (459 осіб)
- Поєнарі (644 особи)
- Пріба (16 осіб)
- Риурень (739 осіб)
- Селіштя (261 особа)
- Столнічень (1985 осіб)
- Троян (183 особи)
- Фецень (299 осіб)

Місто розташоване на відстані 154 км на північний захід від Бухареста, 97 км на північний схід від Крайови, 114 км на південний захід від Брашова.

## Населення
За даними перепису населення 2002 року у місті проживали 107 726 осіб.
Національний склад населення міста:
| Національність            | Кількість осіб | Відсоток |
| ------------------------- | -------------- | -------- |
| румуни                    | 105949         | 98,4%    |
| цигани                    | 1357           | 1,3%     |
| угорці                    | 200            | 0,2%     |
| німці                     | 98             | 0,1%     |
| турки                     | 25             | < 0,1%   |
| італійці                  | 20             | < 0,1%   |
| євреї                     | 8              | < 0,1%   |
| українці                  | 6              | < 0,1%   |
| росіяни-липовани          | 6              | < 0,1%   |
| татари                    | 5              | < 0,1%   |
| серби                     | 5              | < 0,1%   |
| греки                     | 5              | < 0,1%   |
| поляки                    | 5              | < 0,1%   |
| болгари                   | 3              | < 0,1%   |
| вірмени                   | 3              | < 0,1%   |
| чанго                     | 1              | < 0,1%   |
| не вказали національність | 4              | < 0,1%   |

Рідною мовою назвали:
| Мова                  | Кількість осіб | Відсоток |
| --------------------- | -------------- | -------- |
| румунська             | 106598         | 99,0%    |
| циганська             | 731            | 0,7%     |
| угорська              | 231            | 0,2%     |
| німецька              | 66             | 0,1%     |
| турецька              | 24             | < 0,1%   |
| італійська            | 13             | < 0,1%   |
| російська             | 8              | < 0,1%   |
| сербська              | 5              | < 0,1%   |
| польська              | 5              | < 0,1%   |
| українська            | 4              | < 0,1%   |
| татарська             | 3              | < 0,1%   |
| грецька               | 3              | < 0,1%   |
| болгарська            | 2              | < 0,1%   |
| вірменська            | 1              | < 0,1%   |
| не вказали рідну мову | 1              | < 0,1%   |

Склад населення міста за віросповіданням:
| Релігія                                       | Кількість осіб | Відсоток |
| --------------------------------------------- | -------------- | -------- |
| православні                                   | 106302         | 98,7%    |
| римо-католики                                 | 462            | 0,4%     |
| адвентисти                                    | 297            | 0,3%     |
| п'ятдесятники                                 | 112            | 0,1%     |
| греко-католики                                | 108            | 0,1%     |
| баптисти                                      | 67             | 0,1%     |
| реформати                                     | 59             | 0,1%     |
| бретрени                                      | 54             | 0,1%     |
| мусульмани                                    | 48             | < 0,1%   |
| лютерани (Синодально-пресвітеріанська церква) | 21             | < 0,1%   |
| атеїсти                                       | 21             | < 0,1%   |
| лютерани                                      | 18             | < 0,1%   |
| лютерани (Аугсбурзького сповідання)           | 11             | < 0,1%   |
| не релігійні                                  | 11             | < 0,1%   |
| унітарії                                      | 9              | < 0,1%   |
| старообрядці                                  | 9              | < 0,1%   |
| юдеї                                          | 6              | < 0,1%   |
| не вказали релігію                            | 34             | < 0,1%   |

## Уродженці
- Ніколае Манолеску, румунський літературний критик.

## Зовнішні посилання
- Дані про місто Римніку-Вилча на сайті Ghidul Primăriilor [Архівовано 20 вересня 2012 у Wayback Machine.]